# Гинтылло, Иоанн Хризостом
Иоанн (Ян) Хризостом Гинтылло (Gintyllo; 1787—1857) — епископ, богослов и педагог.

## Биография
Иоанн Хризостом Гинтылло родился в 1787 году. Получил образование в духовной семинарии города Краслава и в 1813 году был посвящён в капелланы. Получил степени магистра и доктора богословия.
В 20-х годах был префектом Виленской духовной семинарии и одновременно, в 1820—1821 гг., читал в качестве адъюнкт-профессора Святое Писание в Виленском университете.
Получив звание каноника Самогитской епархии, в 1824 году назначен заседателем Римско-католической духовной коллегии от этой епархии, капелланом Мальтийской церкви в Пажеском корпусе, визитатором Виленской главной семинарии и инфулатом Шидловским.
В 1838 году назначен суффраганом Тельшевской (Самогитской) епархии и в 1844 году — администратором этой же епархии, вследствие чего переселился из Санкт-Петербурга в Ольсяды (лит. Alsėdžiai). Гинтылло очень заботился о просвещении своей паствы, для чего и сам издавал книги на литовском языке и поощрял других к изданию таковых.
В 1850 году И. Х. Гинтылло отказался от управления епархией, сохранив сан епископа-суффрагана, и последние годы своей жизни жил на покое в Ольсядах.
Поклонник классической литературы и любитель научных занятий, он почти все свои средства тратил на приобретение книг. Его библиотека, заключавшая до 30000 томов, занимала 3 залы в епископском доме в Ольсядах. За несколько лет до смерти большую часть своих книг он пожертвовал епархиальной семинарии. Больше всего Гинтылло изучал еврейскую литературу и был знатоком Талмуда и творений раввинов. При своих научных занятиях он имел в виду практические цели: обращение в католичество иноверцев, главным образом евреев.
Иоанн (Ян) Хризостом Гинтылло умер в 1857 году в Ольсядах (местечко Альседжяй Плунгеского района), где и был погребен в приходском костеле, в заранее приготовленном им месте.

## Избранная библиография
- «Nauka czytania po polsku dla młodzieźy wysnania starozakonnego» (Вильно, 1817);
- «Wypisy wszystkich miejsc z Talmudu i dzieł rabinicznych o Messyaszu i religii chrześciańskiej», 2 тома,
- «Рассуждение об истинности пришествия Мессии» (на еврейском языке),
- «Католический катехизис для евреев» (на жаргоне),
- «Słownik hebrajsko-polski».